# أزالية

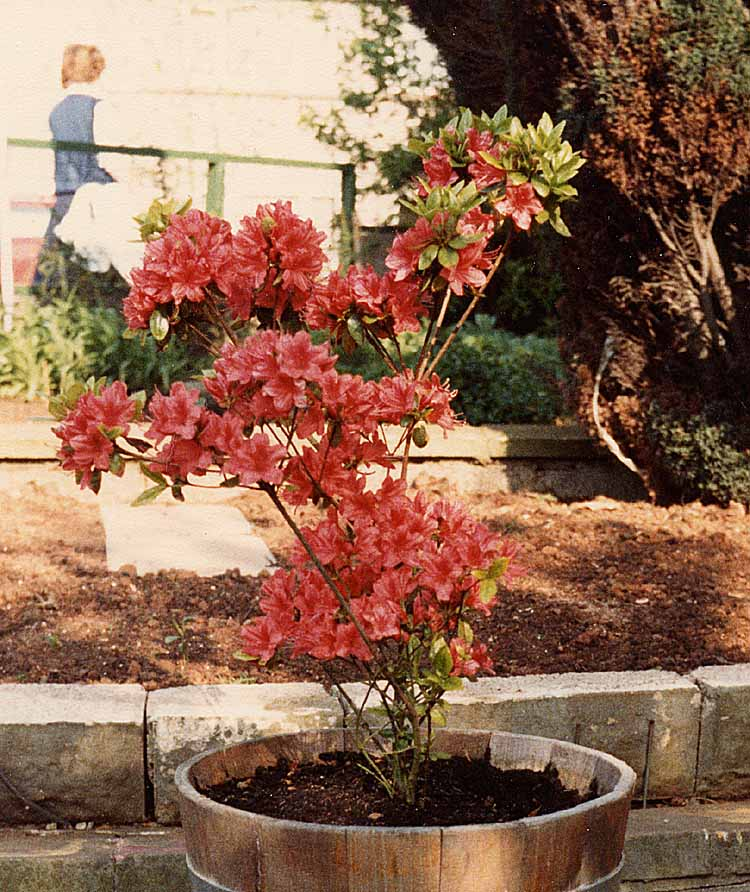
وردية رودودندرون "Hinodegiri"

الأزالية هي شجيرات مزهرة تضم فرعين من أصل ثمانية أفرع من جنس وردية رودودندرون(Rhododendron) والتسوتسوجي (Tsutsuji) (دائم الخضرة) وبينتانثيرا (Pentanthera) (ملحاء). وتتفتح شجيرات الأزالية في الربيع في نصف الكرة الشمالي بينما تتفتح في الشتاء في النصف الجنوبي، وغالبًا ما تبقى أزهارها متفتحة لعدة أسابيع. وتفضل النباتات التي تتحمل العيش في الظل الحياة بالقرب من الأشجار أو أسفل منها.

## الاختلافات
تختلف شجيرات الأزالية عن الرودودندرون في كونها أصغر حجمًا فضلاً عن احتوائها على زهرة واحدة في الساق بدلاً من مجموعات الأزهار المتجاورة فيه. وتحتوي على عددٍ أكثر من البذور بداخل الثمرة[بحاجة لمصدر]

## الزراعة

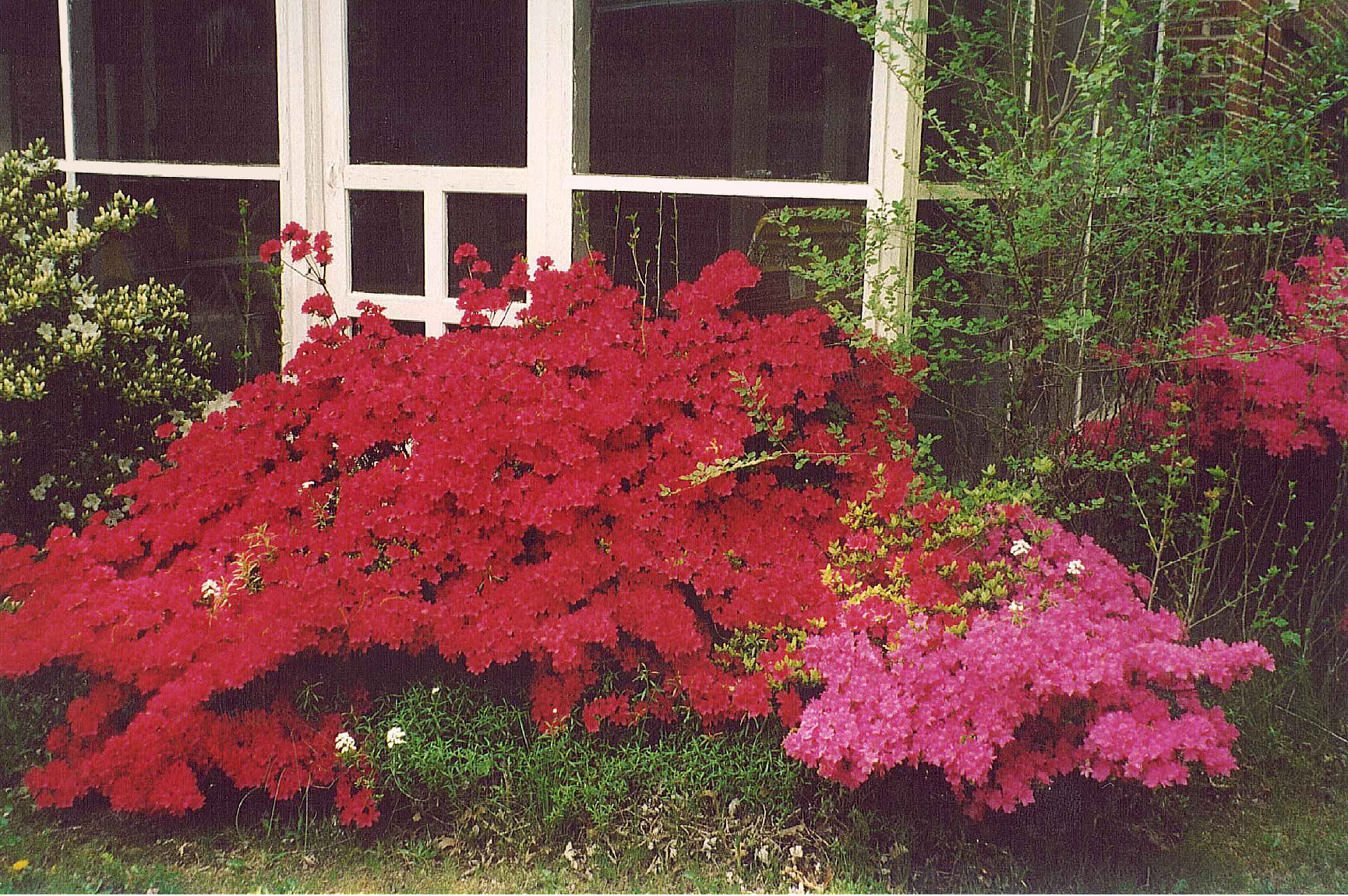
أزالية تبلغ من العمر خمسين عامًا

قام المهتمون بالنباتات بالتزاوج الانتقائي للآزاليات لمئات السنين. وقد أنتج ذلك الانتقاء البشري ما يزيد على 10000 صنف مستنبت والتي يتم استيلادها بواسطة القطع.[بحاجة لمصدر] كما يمكن جمع بذور الأزالية وإنباتها.
وتمتاز شجيرات الأزالية بصفةٍ عامة بأنها بطيئة النمو وتكون في أفضل حالاتها في التربة الحمضية جيدة التسريب (الرقم الهيدروجيني من 4.5 إلى 6.0). تعتبر الاحتياجات للأسمدة منخفضة؛ وتحتاج بعض الأنواع إلى تقليم منتظم.
تعد الأزالية نباتات محلية بالنسبة للعديد من القارات بما في ذلك قارة آسيا، وأوروبا، وشمال أمريكا. كما تنمو بوفرة كنباتاتٍ للزينة في جنوب شرق الولايات المتحدة.

## المرض
يمكن أن تكون المرارة الورقية للأزالية مدمرة لأوراق الأزالية في مقتبل فصل الربيع. ويعد قطف الأوراق المصابة بواسطة اليد هو الطريقة الموصى بها للتحكم في المرض.[بحاجة لمصدر]
كما يمكن أن تكون النباتات عرضة لـفطر العفن المدمر (Phytophthora) للجذور في حالة الرطوبة، في ظروف ارتفاع الحرارة.

## الأهمية والرمزية الثقافية
في الثقافة الصينية، تعرف الأزالية باسم «عشبة التفكير في الوطن» (siangish shu) وهو استخدام مخلد في شعر الشاعر تو فو (Tu Fu) ويستخدم لإثراء التأثيرات في القصص المعاصرة كما جاء في قصص المؤلف التايواني باي، هسين يونغ (Pai, Hsien-Yung).
كما أن الأزالية تعد أحد رموز مدينة ساو باولو، في البرازيل.
وبالإضافة لاشتهارها بجمالها، فإن الأزالية أيضًا معروفة بسميتها الشديدة—حيث تحتوي على سميات أندروميدو (andromedotoxins) في كلٍ من أوراقها ورحيقها، بما في ذلك العسل المستخرج من الرحيق. وكانت الأزالية والرودودندرون معيبة بشكل كبير بسبب سميتها حتى أن استلام صحبة من ذلك النوع من الورود في مزهرية سوداء كان بمثابة تهديد بالموت المحقق.

## مهرجانات الأزالية

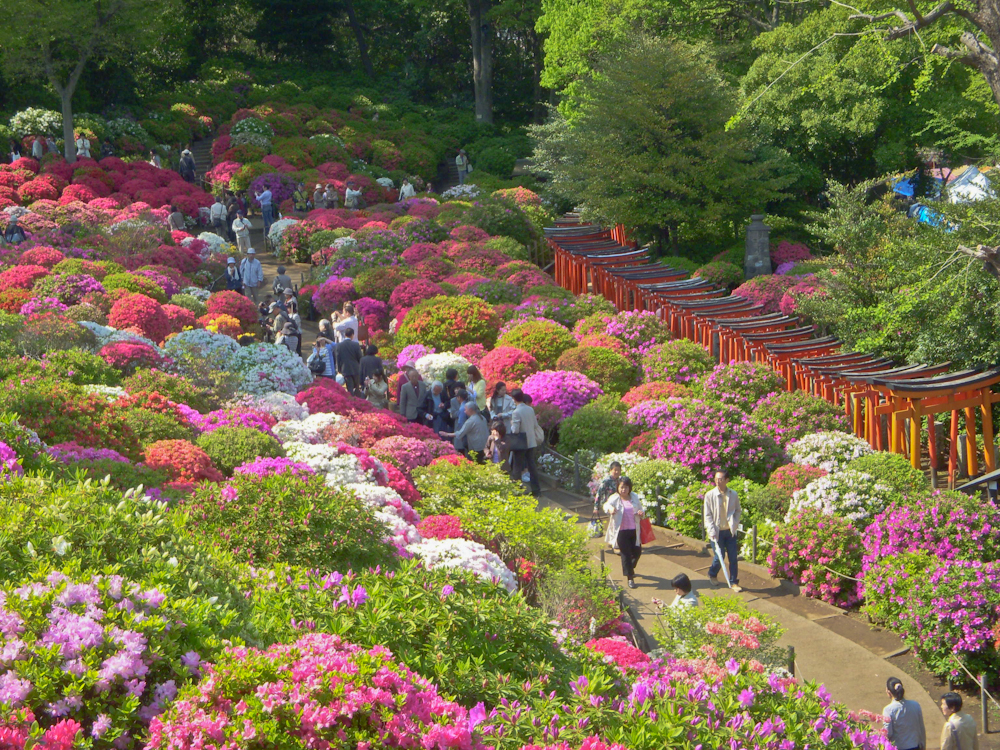
مهرجان الأزالية في مزار النيزو (Nezu Jinja)

### اليابان
كما أن موتوياما، كوتشي (Motoyama، Kochi) لها مهرجان ورود حيث يُحتفل بموسم ازدهار أزالية التسوتسوجي (Tsutsuji) وتشتهر أيضًا تاتيبياشي، غونما (Tatebayashi, Gunma) بحديقة هضبة الأزالية، Tsutsuji-ga-oka.
كما يقيم مزار النيزو (Nezu Shrine) في بونوكيو، طوكيو، مهرجان تسوتسوجي (Tsutsuji Matsuri) ابتداءً من أول أبريل وحتى أول مايو.

### كوريا
ويقام في سوبيك سان (Sobaeksan) واحد من الإثني عشر جبلاً المعروفين بـجبال سوبيك (Sobaek Mountains)، والتي تقع على الحدود بين مقاطعة تشنغ باك (Chungbuk) وجيونغ باك (Gyeongbuk) مهرجان الأزالية الملكية (رودودندرون سليبينباكياي (Rhododendron schlippenbachii)) وذلك في شهر مايو من كل عام. كما يوجد في سوبيك سان مستعمرة من الأزالية التي تزين قمة جبل بيرو (Biro)، وجوكمانغ (Gukmang)، ويونوها (Yonwha) في وقتٍ مبكرٍ من مايو. وعندما يتحول لون الأزالية إلى اللون الزهري في نهاية مايو، يبدو سوبيك سان وكأنه يرتدي حلة جيوجوري (Jeogori) زهرية اللون (حُلة كورية تقليدية). معلومات من قسم الثقافة والسياحة، مكتب مقاطعة دانيانغ-غان (Danyang-gun County Office)

### الولايات المتحدة
كما تقيم العديد من المدن في الولايات المتحدة مهرجانات في فصل الربيع احتفالاً بازدهار الأزالية، بما في ذلك موبيل، ألاباما (Mobile, Alabama)؛ ونورفوك، فيرجينيا (Norfolk, Virginia)؛ و ويلمينجتون، كارولينا الشمالية (Wilmington, North Carolina) (مهرجان كارولينا الشمالية للأزالية)؛ وفالدوستا، جورجيا (Valdosta Georgia)؛ وبالاتكا، فلوريدا (Palatka, Florida) (مهرجان فلوريدا للأزالية)؛ وبيكينز، كارولينا الجنوبية(Pickens, South Carolina)؛ ، وبروكينجز (Brookings)، وأوريجون (Oregon).
ممر الأزالية هو عبارة عن مسار معين مزروع بالأزالية في حدائق خاصة عبر موبيل، ألاباما (Mobile, Alabama). ويعد سباق ممر الأزالية حدثًا سنويًا للجري يقام هناك في أواخر شهر مارس. وتعتبر أيضًا موبيل، ألاباما موطنًا لـ فتيات ممر الأزالية، حيث يتم اختيار خمسين امرأةً لخدمة سفير المدينة وهو يرتدي ثياب ما قبل الحرب، واللاتي شاركن في الأصل في مهرجان لمدة ثلاثة أيام، بينما يقام الآن على مدار السنة.

## وصلات خارجية
- Azalea Society of America
- Azalea Collection of the U.S. National Arboretum